# 영국 남아프리카 회사

영국 남아프리카 회사(영어: British South Africa Company, 약칭: BSAC 혹은 BSACo)는 1889년 당시 세실 로즈 주도의 영국 중앙 탐색 협회와 런던에 본사를 둔 익스플로링 컴퍼니가 합병된 형태의 특허 기업으로, 당시 마쇼날랜드 (현재 짐바브웨 북부 지역)에 매장된 광물 자원의 개발권을 두고 경쟁하다가 공동의 경제적 이익 추구와 당시 영국 정부의 지원을 얻기 위해 합쳐졌다. 영국 남아프리카 회사는 영국 동인도 회사의 형태를 따라 똑같이 영국 왕실 칙허장을 받았다. 영국 남아프리카 회사의 초대 이사진은 제2대 애버콘 공작, 세실 로즈, 그리고 남아프리카 자본가 알프레드 베이트 등이 있다. 당시 로즈는 BSAC가 아프리카 남중부 지역의 식민지화와 경제적 착취를 촉진하는 계기이자, 아프리카 분할 과정에서 큰 역할을 하기를 기대하였다. 그러나 그의 사업 영역은 마쇼날랜드 잠베지강 남부와 동부의 연안 지역, 그리고 당시 트란스발 공화국에 치중하였는데, 이는 잠베지강 지역의 포르투갈인들을 매수 혹은 강제로 내쫓고, 트란스발 공화국을 다시 영국 정부의 지배 아래 두기 위함이였다.
세실 로즈의 야망은 "케이프에서 카이로까지" 영국의 경제적, 정치적 영향권을 확장하는 것이었으나, 이는 어떠한 영국의 기업도 달성할 수 없었고, 투자자들에게 기대이익을 가져다 주지도 못하는 계획이었다고 평가된다. BSAC는 설립 당시 마쇼날랜드 지역의 금광 개발에서 오는 수익금을 카탕가 지역의 광물 자원 등 다른 중앙아프리카 지역의 자원 개발비용에 충당할 수 있다고 판단하였다. 그러나 마쇼날랜드 자원 개발이 실현되지 않고, 카탕가 지역이 콩고 자유국에 넘어가게 되면서, BSAC는 잠베지강 북부의 철도 사업에 투자하고 남은 아주 적은 자금만 보유하고 있었고, 잠베지강 북부 지역을 급속한 개발보다는 최대한 적은 비용으로 유지해야 한다고 인식하였다.
1923년까지 남로디지아, 그리고 1924년까지 북로디지아를 관리 및 감독하게 되면서, BSAC 설립 당시 구성한 준군사 조직이 점차 보통 경찰의 성격을 지니게 되었다. BSAC는 남로디지아와 북로디지아의 행정권 이외에, 로도지아 양쪽에 광범위한 토지 소유권과 광물개발권을 주장하였고, 1918년에 남로디지아의 토지 소유권이 무효화되었으나, 북로도지아의 토지 소유권과 남로디지아의 광물개발권은 각각 1924년과 1933년에 사들였고, 북로지디아의 광물개발권은 1964년까지 소유하고 있었다. BSAC는 로디지아 철도 공사를 설립하여 1947년까지 소유권을 행사하였다.